# Banco Germánico de la América del Sur

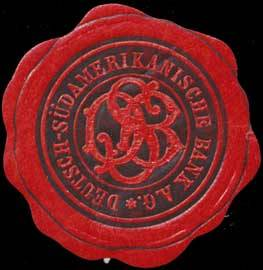
Banco Germánico de la América del Sur

El Banco Germánico de la América del Sur (en alemán, Deutsch-Südamerikanische Bank) fue una entidad bancaria de capitales alemanes que funcionó en Sudamérica en la primera mitad del siglo XX. 
Fue fundado en 1906 por el Dresdner Bank, el Schaffhausen'scer Bankerein y el Nationalbank für Deutschland. Se expandió por Argentina, México, Chile y Brasil. Tuvo sus sedes en Berlín, Hamburgo, Buenos Aires, Santiago de Chile, Valparaíso, Río de Janeiro y México DF. Compitió principalmente con el Banco Alemán Transatlántico, aunque nunca llegó a alcanzarlo en importancia.
Durante la Segunda Guerra Mundial, fue severamente perjudicado cuando sus bienes fueron expropiados en la Argentina por sospechárselo de aliado nazi (enero de 1944). En Chile ocurrió lo mismo. Paulatinamente, las sucursales en Sudamérica fueron cerrando, hasta que pasada la guerra volvieron a instalarse a partir de 1950.
En la actualidad funciona con el nombre de Dresdner Bank Lateinamerika AG, desde el año 1996.